# Платинум колекција 6
Платинум колекција 6 је компилацијски албум српског и југословенског рок бенда Рибља чорба.
Компилација је објављена 2020. године под окриљем издавачке куће Сити рекордс. Садржи песме са албума Трилогија, Минут са њом, Нико нема овакве људе!, Узбуна! и албума Да тебе није.